# Wilhelm von Tietzen und Hennig
Wilhelm Ferdinand Joseph von Tietzen und Hennig (* 11. April 1787 in Roitz; † 4. Oktober 1869 in Fürstenwalde/Spree) war ein preußischer General der Kavallerie und Kommandierender General des V. Armee-Korps.

## Leben

### Herkunft
Wilhelm war der Sohn des Erbherrn auf Roitz Christian Joseph von Tietzen und Hennig (1729–1793) und dessen Ehefrau Henriette Charlotte, geborene von Diepow (1760–1806).

### Militärkarriere
Tietzen trat im Jahr 1800 als Fahnenjunker in das Garde du Corps der Kursächsischen Armee ein und avancierte bis Ende Mai 1806 zum Premierleutnant. Er kämpfte im Vierten Koalitionskrieg im Gefecht bei Jauer gegen die Franzosen. Nach der Niederlage trat Sachsen an die Seite Frankreichs und beteiligte sich am Fünften Koalitionskrieg gegen Österreich. Tietzen kämpfte bei Linz und wurde in der Schlacht bei Wagram verwundet. Am 11. Oktober 1810 stieg er zum Rittmeister auf. Im Russlandfeldzug konnte er sich 1812 in der Schlacht bei Borodino bewähren und wurde mit dem Ritterkreuz des Militär-St.-Heinrichs-Ordens sowie der Ehrenlegion ausgezeichnet. Ferner kämpfte Tietzen in der Schlacht bei Malojaroslawez sowie in den Gefechten bei Kaluga, Romanow und Woronow Winkowow, wo er verwundet wurde. Während der Befreiungskriege kämpfte er bei der Blockade von Mainz und stieg am 9. August 1814 zum Major auf.
Am 15. September 1815 wechselt Tietzen in preußische Dienste und wurde mit seinem bisherigen Patent als Major mit der Führung des Thüringischen Landwehr-Kavallerie-Regiments beauftragt. Mitte März des Folgejahres kam er dann zum besoldeten Stamm des 2. Merseburger Landwehr-Regiments und wurde am 19. Mai 1818 dem Garde-Husaren-Regiment aggregiert. Daran schloss sich ab dem 17. Februar 1822 eine Verwendung als etatsmäßiger Stabsoffizier im 2. Leib-Husaren-Regiment an. In dieser Stellung wurde Tietzen am 18. Juni 1825 zum Oberstleutnant befördert und mit dem Dienstkreuz ausgezeichnet. Am 30. März 1828 beauftragte man ihn zunächst mit der Führung des 1. Dragoner-Regiments, bevor Tietzen am 30. März 1829 zum Regimentskommandeur ernannt und in dieser Eigenschaft ein Jahr später zum Oberst befördert wurde. Am 30. März 1836 wurde er nach Torgau als Kommandeur der 6. Kavallerie-Brigade versetzt. Kurz darauf erhielt Tietzen die Erlaubnis seine bisherige Regimentsuniform weiter tragen zu dürfen. Zudem wurde er dem Regiment aggregiert. Am 30. März 1837 wurde er zum Generalmajor befördert und am 8. Juni 1838 mit dem russischen Sankt-Stanislaus-Orden I. Klasse sowie am 26. September 1843 mit dem Orden der Heiligen Anna I. Klasse ausgezeichnet.
Am 30. März 1844 erhielt Tietzen seine Ernennung zum Kommandeur der 13. Division in Münster. In dieser Stellung stieg er am 22. März 1845 zum Generalleutnant auf und fungierte ab dem 12. Juni 1849 als stellvertretender Kommandierender General des VII. Armee-Korps kam. Am 4. November 1851 beauftragte man ihn mit der Führung des V. Armee-Korps in Posen, bis Tietzen schließlich am 23. März 1852 zum Kommandierenden General des Korps ernannt wurde. Anlässlich seines 50-jährigen Dienstjubiläums würdigte ihn König Friedrich Wilhelm IV. durch die Verleihung des Roten Adlerordens I. Klasse mit Eichenlaub und Brillanten. Am 12. Juli 1855 wurde Tietzen noch zum General der Kavallerie befördert, bevor man ihn am 5. August 1856 mit der gesetzlichen Pension zur Disposition stellte.
Er starb am 4. Oktober 1869 in Fürstenwalde/Spree und wurde im Komptendorf beigesetzt.

### Familie
Tietzen heiratete am 5. Februar 1817 in Thommendorf Charlotte Luise Henriette Amalie Gräfin von Reichenbach (1798–1852). Sie war eine Tochter von Karl Heinrich Ludwig Graf von Reichenbach-Goßlau (1775–1804). Das Paar hatte mehrere Kinder:
- Bernhard Ernst Joseph (1818–1843), Sekondeleutnant im 3. Husaren-Regiment
- Hugo Ernst Joseph (1820–1873), Oberst und Kommandant von Nancy[2]
- Ernst Joseph Oskar (1821–1823)
- Ernst Joseph Konrad (1823–1905), Major a. D. ⚭ Anna Elisabeth von Abendroth (* 1833)
- Siegfried (1825–1896), preußischer Generalleutnant ⚭ Marie (Minna) Antoinette von Hausen
- Arthur († 1894), preußischer Major a. D.
- Heinrich, ausgewandert
- zwei Töchter

Nach dem Tod seiner ersten Frau heiratete Tietzen am 11. Mai 1854 Wanda von Werder (1819–1879), eine Tochter des preußischen Generalleutnants Wilhelm von Werder (1786–1854).